# Urocystis achnatheri
Urocystis achnatheri är en svampart som beskrevs av L. Guo 2002. Urocystis achnatheri ingår i släktet Urocystis och familjen Urocystidaceae.   Inga underarter finns listade i Catalogue of Life.